# 莎朗·L·萊希特
莎朗·L·萊希特（Sharon L. Lechter，1954年1月12日—），《Poor Dad，Rich Dad》（中文：富爸爸·窮爸爸）一书的作者之一。

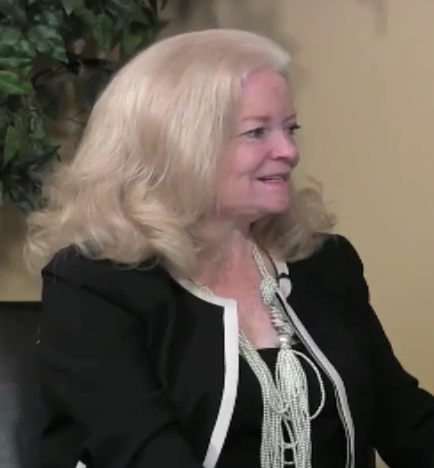
莎朗·L·萊希特

## 概述
莎朗·L·萊希特是美國的註冊會計師、玩具和出版業的資深經理和專家，她畢業於佛羅里達州立大學，獲得會計師學位。其後更成功進入八大會計師行事務所之一，成為躋身這行業的首批女性。

## 資料來源
1. ↑  .   [2009-11-26]. （原始内容存档于2010-03-10）.